# A' Katīgoria 1961-1962
La A' Katīgoria 1961-1962 fu la 24ª edizione del massimo campionato di calcio cipriota. Si concluse con l'affermazione finale dell'Anorthōsis, che vinse il quinto titolo della sua storia.

## Stagione

### Novità
Il numero di squadre rimase fisso a tredici: infatti, nella stagione precedente non erano previste retrocessioni e nemmeno promozioni dalla B' Katīgoria 1960-1961; pertanto le squadre furono esattamente le stesse della stagione precedente.

### Formula
Il campionato era formato da tredici squadre ed era prevista un'unica retrocessione; furono assegnati tre punti in caso di vittoria, due in caso di pareggio e uno in caso di sconfitta.
Le squadre si incontrarono in gironi di andata e ritorno per un totale di ventiquattro turni per squadra. In caso di arrivo in parità si teneva conto del quoziente reti.

## Squadre partecipanti
| Club                | Città     | Stadio             | Stagione precedente |
| ------------------- | --------- | ------------------ | ------------------- |
| AEL Limassol        | Limassol  | Stadio GSO         | 4º in A' Katīgoria  |
| Alkī Larnaca        | Larnaca   | Vecchio Stadio GSZ | 12º in A' Katīgoria |
| Anorthōsis          | Famagosta | Stadio GSE         | 2º in A' Katīgoria  |
| APOEL               | Nicosia   | Vecchio Stadio GSP | 5º in A' Katīgoria  |
| Apollōn Limassol    | Limassol  | Stadio GSO         | 6º in A' Katīgoria  |
| Arīs Limassol       | Limassol  | Stadio GSO         | 7º in A' Katīgoria  |
| AYMA Nicosia        | Nicosia   | Vecchio Stadio GSP | 13º in A' Katīgoria |
| EPA Larnaca         | Larnaca   | Vecchio Stadio GSZ | 9º in A' Katīgoria  |
| Nea Salamis         | Famagosta | Stadio GSE         | 8º in A' Katīgoria  |
| Olympiakos Nicosia  | Nicosia   | Vecchio Stadio GSP | 10º in A' Katīgoria |
| Omonia              | Nicosia   | Vecchio Stadio GSP | 1º in A' Katīgoria  |
| Orpheas Nicosia     | Nicosia   | Vecchio Stadio GSP | 13º in A' Katīgoria |
| Pezoporikos Larnaca | Larnaca   | Vecchio Stadio GSZ | 3º in A' Katīgoria  |

## Classifica finale
|                  | Pos. | Squadra             | Pt | G  | V  | N | P  | GF | GS  | DR  |
| ---------------- | ---- | ------------------- | -- | -- | -- | - | -- | -- | --- | --- |
| Cipro (bandiera) | 1.   | Anorthōsis          | 59 | 24 | 16 | 3 | 5  | 49 | 26  | +23 |
|                  | 2.   | Omonia              | 55 | 24 | 13 | 5 | 6  | 51 | 23  | +28 |
|                  | 3.   | Pezoporikos Larnaca | 54 | 24 | 13 | 4 | 7  | 58 | 38  | +20 |
|                  | 4.   | AEL Limassol        | 52 | 24 | 11 | 6 | 7  | 53 | 36  | +17 |
|                  | 5.   | Nea Salamis         | 52 | 24 | 11 | 6 | 7  | 48 | 36  | +12 |
|                  | 6.   | Olympiakos Nicosia  | 50 | 24 | 12 | 3 | 9  | 56 | 38  | +18 |
|                  | 7.   | Orpheas Nicosia     | 48 | 24 | 9  | 6 | 9  | 43 | 46  | -3  |
|                  | 8.   | Arīs Limassol       | 48 | 24 | 9  | 6 | 9  | 39 | 46  | -7  |
|                  | 9.   | APOEL               | 46 | 24 | 8  | 6 | 10 | 48 | 44  | +2  |
|                  | 10.  | Apollōn Limassol    | 46 | 24 | 9  | 4 | 11 | 41 | 49  | -8  |
|                  | 11.  | EPA Larnaca         | 45 | 24 | 7  | 7 | 10 | 41 | 48  | -7  |
|                  | 12.  | Alkī Larnaca        | 43 | 24 | 8  | 3 | 13 | 37 | 45  | -8  |
|                  | 13.  | AYMA Nicosia        | 25 | 24 | 0  | 1 | 23 | 15 | 102 | -87 |

### Verdetti
- Anorthōsis campione di Cipro.
- AYMA Nicosia retrocesso in B' Katīgoria 1962-1963
- Alkī Larnaca agli spareggi promozione / retrocessione.

## Spareggio promozione / retrocessione
| Squadra 1            | Totale | Squadra 2    | Andata | Ritorno |
| -------------------- | ------ | ------------ | ------ | ------- |
| Panellinios Limassol | 7 - 8  | Alkī Larnaca | 2 - 3  | 5 - 5   |

Alkī Larnaca salvo, Panellinios Limassol rimane in B' Katīgoria.

## Statistiche
Capocannoniere del torneo fu Michalis Sialis dell'Anorthōsis con 22 reti.